# Siervas del Corazón Inmaculado de María de Quebec
La Congregación de Hermanas Siervas del Corazón Inmaculado de María, Hermanas del Buen Pastor (oficialmente en francés: Congregation du Sœurs Servantes du Cœur Immaculé de Marie dites Soeurs du Bon-Pasteur de Québec), también conocida como Congregación de Hermanas Siervas del Corazón Inmaculado de María de Quebec, es una congregación religiosa católica femenina de derecho pontificio fundada por la religiosa canadiense Marie-Josephe Fitzbach en Quebec, el 11 de enero de 1850.  A las religiosas de este instituto se les conoce como Siervas del Corazón Inmaculado de María de Quebec, o también como Hermanas del Buen Pastor de Quebec, y posponen a sus nombres las siglas S.C.I.M.

## Historia

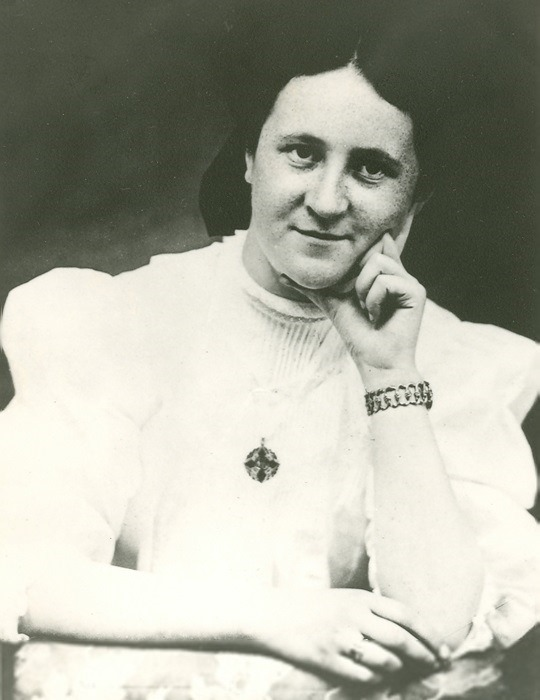
Marie-Josephte Fitzbach (1806-1885), fundadora de la congregación.

El 11 de enero de 1950, Marie-Josephe Fitzbach junto a un grupo de compañeras que se dedicaban a la enseñanza de los niños fundaron el instituto para la instrucción de la juventud y de las niñas extraviadas. Con la ayuda del jesuita Luis Saché, quien redactó las primeras constituciones, se fueron constituyendo en una congregación religiosa, logrando la aprobación de parte del obispo de Quebec el 2 de febrero de 1856. Ese mismo año profesaron sus primeros votos las primeras religiosas del instituto, entre ellas la fundadora, que tomó el nombre de María del Sagrado Corazón.
La congregación se expandió rápidamente por el territorio del Canadá francés. Entre las principales fundaciones del periodo inicial se encuentran las casas de Champlain (1870), Saint-Sylvestre (1873), Saint-Laurent (1975), entre otras. A la muerte de la fundadora, contaban con 16 comunidades en Canadá y dos en Estados Unidos. El instituto fue aprobado como congregación de derecho pontificio el 25 de julio de 1880.

## Organización
La Congregación de Hermanas Siervas del Corazón Inmaculado de María, Hermanas del Buen Pastor de Quebec es un instituto religioso centralizado, cuyo gobierno lo ejerce la superiora general y su consejo. La sede central está en Sainte-Foy (Canadá). Administrativamente se divide en provincias, cada una bajo el mando de una superiora provincial.
Las Hermanas del Buen Pastor de Quebec se dedican a la educación cristiana de la juventud y la pastoral asistencial entre jóvenes en riesgo.
En 2015, la congregación contaba con unas 434 religiosas y 32 comunidades, presentes en Brasil, Canadá, Estados Unidos, Haití, Lesoto, Ruanda y Sudáfrica.